# Asien-Meisterschaften im Straßenradsport 2018
Die Asien-Meisterschaften im Straßenradsport 2018 fanden vom 8. bis 12. Februar in Naypyidaw, Myanmar, statt. Veranstalter war die Asian Cycling Confederation (ACC).
Gleichzeitig wurden die 25. asiatischen Junioren-Meisterschaften sowie die 7. asiatischen Paracycling-Meisterschaften ausgerichtet.
Insgesamt nahmen 415 Sportlerinnen und Sportler aus 23 Nationen teil.

## Wettbewerbe

### Männer
| Disziplin             | Platz | Land                         | Athlet(en)                                                                                             |
| --------------------- | ----- | ---------------------------- | --- |
| Straßenrennen         | 1     | Vereinigte Arabische Emirate | Yousef Mirza Bani Hammad                                                                               |
|                       | 2     | Japan                        | Fumiyuki Beppu                                                                                         |
|                       | 3     | Iran                         | Mahdi Sohrabi                                                                                          |
| Einzelzeitfahren      | 1     | Hongkong                     | Cheung King-lok                                                                                        |
|                       | 2     | Chinesisch Taipeh            | Choe Hyeong-min                                                                                        |
|                       | 3     | Iran                         | Arvin Moazzemi                                                                                         |
| Mannschaftszeitfahren | 1     | Japan                        | Yukiya Arashiro Fumiyuki Beppu Rei Onodera Masaki Yamamoto Shoi Matsuda Yūsuke Hatanaka                |
|                       | 2     | Iran                         | Arvin Moazzemi Mirsamad Pourseyedi Behnam Ariyan Mahdi Sohrabi Mohammad Rajablou Mohamadesmail Chaichi |
|                       | 3     | Hongkong                     | Cheung King-lok Ka Hoo Fung Ko Siu-wai Ho Burr Mow Ching-ying Leung Chun-wing                          |

### Frauen
| Disziplin        | Platz | Land              | Athlet          |
| ---------------- | ----- | ----------------- | --------------- |
| Straßenrennen    | 1     | Vietnam           | Nguyễn Thị Thật |
|                  | 2     | Chinesisch Taipeh | Huang Ting Ying |
|                  | 3     | Chinesisch Taipeh | Chang Yao       |
| Einzelzeitfahren | 1     | Südkorea          | Lee Ju-mi       |
|                  | 2     | Chinesisch Taipeh | Huang Ting-ying |
|                  | 3     | Japan             | Miyoko Karami   |

### Frauen U23
| Disziplin        | Platz | Land                | Athlet                   |
| ---------------- | ----- | ------------------- | ------------------------ |
| Straßenrennen    | 1     | Volksrepublik China | Liu Zixin                |
|                  | 2     | Volksrepublik China | Sun Jiajun               |
|                  | 3     | Vietnam             | Nguyen Mai               |
| Einzelzeitfahren | 1     | Volksrepublik China | Liu Zixin                |
|                  | 2     | Hongkong            | Leung Wing-yee           |
|                  | 3     | Malaysia            | Nur Aisyah Mohamad Zubir |

### Männer U23
| Disziplin        | Platz | Land                | Athlet                        |
| ---------------- | ----- | ------------------- | ----------------------------- |
| Straßenrennen    | 1     | Japan               | Masaki Yamamoto               |
|                  | 2     | Iran                | Mohammad Ganjkhanlou          |
|                  | 3     | Mongolei            | Sainbajaryn Dschambaldschamts |
| Einzelzeitfahren | 1     | Volksrepublik China | Shi Hang                      |
|                  | 2     | Hongkong            | Ka Hoo Fung                   |
|                  | 3     | Japan               | Shoi Matsuda                  |

### Juniorinnen
| Disziplin        | Platz | Land       | Athlet            |
| ---------------- | ----- | ---------- | ----------------- |
| Straßenrennen    | 1     | Hongkong   | Vivien Chiu       |
|                  | 2     | Japan      | Anna Iwamoto      |
|                  | 3     | Kasachstan | Marina Kurnossowa |
| Einzelzeitfahren | 1     | Kasachstan | Marina Kurnossowa |
|                  | 2     | Japan      | Yuno Ishigami     |
|                  | 3     | Hongkong   | Lee Sze-wing      |

### Junioren
| Disziplin        | Platz | Land        | Athlet                  |
| ---------------- | ----- | ----------- | ----------------------- |
| Straßenrennen    | 1     | Japan       | Taisei Hino             |
|                  | 2     | Philippinen | Rex Luis Krog           |
|                  | 3     | Thailand    | Wachirawit Saenkhamwong |
| Einzelzeitfahren | 1     | Kasachstan  | Daniil Pronski          |
|                  | 2     | Hongkong    | Chu Tsun Wai            |
|                  | 3     | Vietnam     | Huynh Minh Nghia        |

## Medaillenspiegel
| Rang  | Land                         | Gold | Silber | Bronze | Gesamt |
| ----- | ---------------------------- | ---- | ------ | ------ | ------ |
| 1     | Japan                        | 3    | 3      | 2      | 8      |
| 2     | Hongkong                     | 2    | 2      | 2      | 6      |
| 3     | Kasachstan                   | 2    | 0      | 1      | 3      |
| 4     | Vietnam                      | 1    | 0      | 1      | 2      |
| 5     | Südkorea                     | 1    | 1      | 0      | 2      |
| 6     | Volksrepublik China          | 1    | 0      | 0      | 1      |
| 6     | Vereinigte Arabische Emirate | 1    | 0      | 0      | 1      |
| 8     | Iran                         | 0    | 2      | 2      | 4      |
| 9     | Chinesisch Taipeh            | 0    | 2      | 1      | 3      |
| 10    | Philippinen                  | 0    | 1      | 0      | 1      |
| 11    | Mongolei                     | 0    | 0      | 1      | 1      |
| 11    | Thailand                     | 0    | 0      | 1      | 1      |
| Total | Total                        | 11   | 11     | 11     | 33     |